# آرتسرون آواگیان
آرتسرون آبگاری آواگیان (ارمنی: Արծրուն Աբգարի Ավագյան؛  زادهٔ ۱۳ مارس ۱۹۴۲) یک تاریخ‌نگار ادبی و استاد اهل ارمنستان است.

## زندگی‌نامه
در ۱۳ مارس ۱۹۴۲ ‏ در ایروان به دنیا آمد و از دانشکده لغت‌شناسی ارمنب دانشگاه دولتی ایروان (۱۹۹۸) فارغ‌التحصیل شد. وی عضو اتحادیه نویسندگان ارمنستان می‌باشد. وی همچنین برنده دانشمند شایسته جمهوری ارمنستان شده است.